# Walde Bengtsson
Walde Johan Inge Bengtsson (även stavad Valde), född 7 november 1928 i Simrishamn, död 4 oktober 2000 i Simrishamn, var en svensk journalist, som bland annat arbetade på Sveriges Radio, både i riksprogram och lokalt i Radio Kristianstad. 
Walde Bengtsson var verksam inom flera olika medier, och hade främst Österlen som bevakningsområde. Han var först banktjänsteman och inledde sin journalistiska yrkesbana på tidningen Södra Skåne i Tomelilla och Ystads Allehanda.
Under många år var han Sveriges Radios medarbetare i sydöstra Skåne. Dessutom skrev han i Dagens Nyheter och var även med och grundade tidningen Österlen Magasinet.
Walde Bengtsson var kännare av Fritiof Nilsson Piratens liv och produktion; ett ämne som han bland annat har beskrivit i olika artiklar.
Dagens Nyheters medarbetare Karl Anders Adrup har beskrivit Walde Bengtsson med följande ord: "Ingen har rapporterat utförligare och trofastare om Österlen i radio, TV och Sveriges alla tidningar än redaktör Walde Bengtsson i Simrishamn" Efter att tidigare ha varit folkpartist efterträdde han John Görnebrand som ledare för partiet Kommunens väl - Centrumdemokraternas avdelning i Simrishamn.